# Burg Allenstein
Die Burg Allenstein war eine bedeutende Deutschordensburg in der ostpreußischen Stadt Allenstein, heute Olsztyn. Mit ihr wurde der Übergang über die Alle kontrolliert. Später wurde die Burg der Sitz der Kanoniker des Domkapitels im Ermland.

## Geschichte

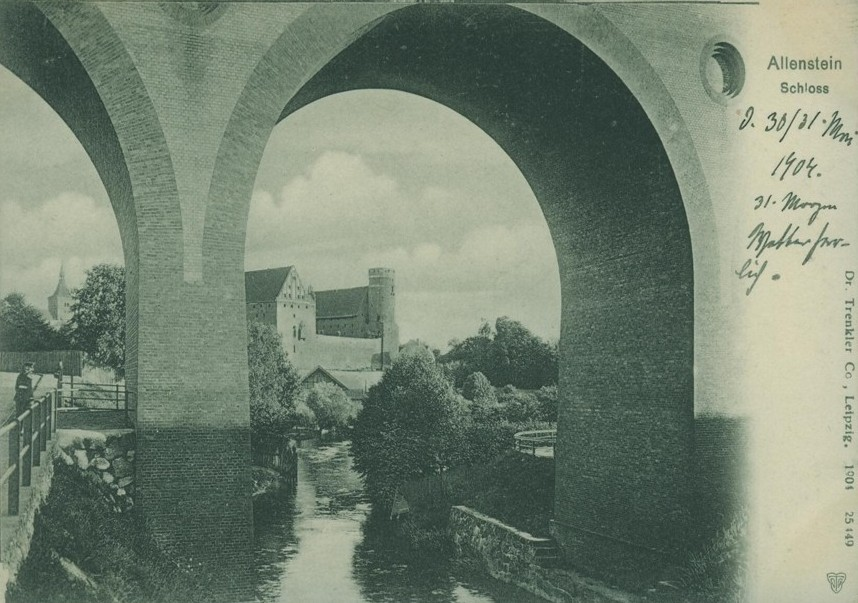
Burg ohne Turmhelm von 1904, Blick von der Allebücke zur Burg

1353 bis 1360 wurde die Ordensburg auf einem quadratischen Grundriss am Steilhang oberhalb der Alle errichtet. Der Bergfried wurde Ende des 14. Jahrhunderts um neun Etagen erhöht. Das Dach wurde erst 1926 aufgesetzt. Der zweite Turm existiert nicht mehr. Neben den Wirtschaftsgebäuden und Stallungen war auch ein Gefängnis untergebracht.
Mitte des 18. Jahrhunderts, als die Anlage ihre Wehrfähigkeit verlor, reduzierte man die Höhe der über 11 Meter hohen Mauern und schüttete einen Damm auf, über den die Burg von der Stadt aus erreichbar wurde. 1758 errichtete man das barock-klassizistische Gebäude im Osten, um den Kanonikern des Domkapitels eine zeitgemäße Unterkunft zu bieten. Im Zeitalter der Romantik gestaltete Friedrich Leopold Schimmelpfennig die Burg zur heutigen Form um.
Im Schlosshof befindet sich eine archaische Frauenfigur, das Steinmütterchen oder Babe. Seit 1921 ist in der Burg das Museum für Ermland und Masuren untergebracht.

## Trivia
Nikolaus Kopernikus war in den Jahren 1516, 1524, 1531, 1535 und 1538 hier untergebracht. Im Park an der Brücke ist ein Denkmal ihm zu Ehren, auf Initiative des Deutschen Kaisers Wilhelm II. errichtet worden. Der Bau wurde aus seiner Privatschatulle mit 10.000 Reichsmark finanziert und im November 1916 – 400 Jahre, nachdem Kopernikus in Allenstein seinen Dienst antrat. Das Schutzdach ist heute verloren und das Denkmal trägt heute eine polnische Inschrift. im Burghof befindet sich ein weiteres Denkmal.